# Lomtjärnen (Järna socken, Dalarna, 671874-141610)
Lomtjärnen är en sjö i Vansbro kommun i Dalarna och ingår i Dalälvens huvudavrinningsområde.